# الجبهة الشعبية لتحرير فلسطين - العمليات الخارجية
الجبهة الشعبية لتحرير فلسطين - العمليات الخارجية أو العمليات الخاصة أو مجموعة العمليات الخاصة هي أسماء تنظيمية استخدمها الفلسطيني وديع حداد عندما شن هجمات دولية التي تعتبر إرهابا ولم تعاقب عليها الجبهة الشعبية لتحرير فلسطين.

## التشكيل
كان حداد عضو بارز في الجبهة الشعبية لتحرير فلسطين منذ إنشائها وقد منع من تنظيم هجمات على أهداف غير إسرائيلية بعد دوره في عمليات اختطاف داوسون الميدانية في عام 1970 والتي اعتبرت على نطاق واسع أنها استفززت أيلول الأسود على منظمة التحرير الفلسطينية في الأردن.
غير أن حداد تحدى الحظر من خلال الادعاء بتنفيذ هجماته باسم فصيل من الجبهة الشعبية لتحرير فلسطين - منظمة التحرير الفلسطينية على الرغم من أنه ظل جزءا من الجبهة الشعبية لتحرير فلسطين. من أجل دعمه طلب المساعدة من منظمات غير تابعة للجبهة الشعبية لتحرير فلسطين مثل منظمة أبو نضال والخلايا الثورية الألمانية الغربية. كما استخدم أيضا كارلوس الثعلب المسجون حاليا في فرنسا لارتكابه أعمالا إرهابية ارتكبت في الفترة من 1982 إلى 1983.
من غير الواضح إلى أي مدى شكلت الجبهة الشعبية لتحرير فلسطين فصيلا بالمعنى الحقيقي للكلمة داخل الحركة الوطنية الفلسطينية. قد تكون مجرد فصيل أو اتجاه داخل الجبهة الشعبية لتحرير فلسطين أو ربما علامة اسم تستخدم لحماية الجبهة الشعبية من التداعيات السياسية للعمليات الإرهابية المذهلة التي قام بها حداد.

## السقوط
مع تزايد الاستياء مع تكتيكات حداد المارقة وضغطت منظمة التحرير الفلسطينية على الجبهة الشعبية لوقف عملياتها الدولية وأصبح موقف حداد غير مستقر. بعد عملية عنتيبي المزدحمة عام 1976 عندما حصلت إسرائيل على تعاطف عالمي بعد إنقاذ أكثر من مائة راكب على الخطوط الجوية الذين كانوا يحتجزونهم من قبل الجبهة الشعبية لتحرير فلسطين أو أعضاء الجبهة الشعبية لتحرير فلسطين في أوغندا ردت قيادة الجبهة الشعبية لتحرير فلسطين بطرده من المنظمة. توفي وديع حداد في عام 1978 في برلين الشرقية في ألمانيا الشرقية. تم الإبلاغ عن ذلك لأول مرة على أنه مرض ابيضاض الدم وبعد ذلك من أنه تم تسميمه من قبل الموساد. وفقا لكتاب العودة الذي نشره آرون ج. كلاين في عام 2006 تم التخلص من حداد من قبل الموساد الذي أرسل الشوكولاتة البلجيكية التي يحبها حداد مغلفة بسم بطيء المفعول وغير قابل للكشف مما تسبب في موته بعد عدة أشهر. قال كلاين في الكتاب: «استغرق الأمر بضعة أشهر طويلة للموت».

## مجموعات سبلينتر
- منظمة 15 مايو
- الفصائل المسلحة الثورية اللبنانية[4]